# Santuario Playa La Escobilla
El Santuario Playa La Escobilla es un área natural protegida ubicada en el municipio de Santa María Tonameca, Oaxaca, México. Es uno de los sitios de anidación más importantes del mundo para la tortuga golfina (Lepidochelys olivacea), especie clasificada como vulnerable por la Unión Internacional para la Conservación de la Naturaleza (UICN). Este santuario es reconocido a nivel internacional por el fenómeno de las arribadas, en las que miles de tortugas hembras llegan simultáneamente a depositar sus huevos.

## Historia y Declaratoria
La Escobilla fue declarada santuario el 29 de octubre de 1986 mediante decreto presidencial, como respuesta a la alarmante disminución de las poblaciones de tortuga golfina causada por décadas de explotación comercial de huevos y carne. La zona forma parte del Sistema Nacional de Áreas Naturales Protegidas (SINAP), bajo la administración de la Comisión Nacional de Áreas Naturales Protegidas (CONANP). Desde su declaratoria, se implementaron acciones para proteger los nidos, controlar los saqueos y fomentar la educación ambiental entre las comunidades locales.

## Biodiversidad
La playa tiene una longitud de aproximadamente 7 kilómetros, con arena fina y pendiente suave, características ideales para el anidamiento de tortugas marinas,El ecosistema incluye dunas costeras, vegetación halófila y manglares, lo que contribuye a la biodiversidad y a la estabilidad de la línea costera. el santuario Playa La Escobilla destaca por su biodiversidad, que incluye una rica variedad de flora y fauna, tanto terrestre como marina. A continuación se detallan las especies más relevantes:

### Flora
La vegetación de Playa La Escobilla está compuesta por especies propias de ambientes costeros y dunas. Las especies más comunes incluyen:
- Manglares (Rhizophora mangle): Los manglares juegan un papel importante al proteger la costa de la erosión y servir de hábitat para diversas especies de fauna.
- Pastos marinos (Zostera marina): Estos pastos marinos son esenciales para la estabilización del sustrato marino y la biodiversidad acuática.
- Cactus de tuna (Opuntia spp.): Común en las dunas cercanas, contribuyendo a la estabilidad de los ecosistemas costeros.

### Fauna
El santuario alberga una amplia variedad de fauna, destacándose principalmente las especies marinas y terrestres que dependen del ecosistema costero.

#### Reptiles
Entre los reptiles más significativos del santuario, se encuentran:
- Tortuga golfina (Lepidochelys olivacea): Esta tortuga es el foco principal del santuario, ya que cada año miles de ejemplares llegan a la playa para anidar, lo que la convierte en una de las especies más estudiadas y protegidas del área.
- Iguana verde (Iguana iguana): Común en las áreas de matorral y dunas.
- Culebra terrestre (Thamnophis sirtalis): Es una especie no venenosa que habita las zonas cercanas a las dunas.

#### Mamíferos
En las áreas adyacentes al santuario se pueden encontrar mamíferos marinos y terrestres, entre los cuales destacan:
- Delfín nariz de botella (Tursiops truncatus): Se encuentra comúnmente en las aguas cercanas a la costa.
- Zorra gris (Urocyon cinereoargenteus): Habita las áreas de matorral cercanas a la playa.
- Jabalí (Sus scrofa): Especie invasora que puede representar una amenaza para la flora local.

#### Insectos
Los insectos también desempeñan un papel crucial en el ecosistema del santuario, particularmente en la polinización y la descomposición de materia orgánica. Algunas de las especies más comunes son:
- Escarabajos peloteros (Scarabaeidae): Ayudan en la descomposición de materia orgánica y en la fertilización del suelo.
- Mariposas costeras (Pieridae spp.): Comúnmente vistas en las zonas de matorral costero.

## Conflictos Socioambientales
A pesar de ser un área natural protegida, Playa La Escobilla enfrenta varios desafíos, principalmente derivados de la interacción entre las actividades humanas y el ecosistema natural.

### Saqueo de Huevos
El saqueo ilegal de los huevos de tortuga es uno de los problemas más graves que enfrenta el santuario. A pesar de los esfuerzos de conservación, algunos grupos locales continúan extrayendo los huevos para comercializarlos, lo que pone en riesgo la supervivencia de la especie. Las autoridades y organizaciones de conservación han implementado diversas estrategias para combatir este problema, incluyendo patrullajes nocturnos y programas de sensibilización.

### Desarrollo Turístico No Regulad
El aumento del ecoturismo ha traído consigo desafíos relacionados con el manejo adecuado de los visitantes. La construcción de infraestructura turística sin planificación puede causar alteraciones en los hábitats de anidación de las tortugas. La luz artificial generada por el desarrollo turístico también puede interferir con los patrones de anidación, ya que las tortugas pueden confundirse y desorientarse.

### Contaminación y Residuos Plásticos
La contaminación por plásticos y otros residuos ha impactado negativamente en el ecosistema del santuario. Las tortugas, especialmente, corren el riesgo de ingerir plásticos, lo que puede ser fatal. Además, los desechos plásticos pueden alterar la calidad del hábitat para las tortugas y otras especies.

## Flujos Reportados en la ANP
En 2023, se reportaron más de 50,000 turistas visitando el santuario para observar las arribadas de las tortugas. Sin embargo, este aumento en el flujo de visitantes ha generado preocupación por la capacidad de la zona para manejar el turismo sin comprometer su integridad ecológica. Las autoridades locales están trabajando en la implementación de políticas y regulaciones para mitigar los impactos negativos del ecoturismo.

## Características Ecológicas
El santuario se extiende a lo largo de aproximadamente 7 kilómetros de costa y está rodeado por un sistema de dunas que ayudan a estabilizar la playa frente a la erosión. Esta región presenta una alta biodiversidad debido a su ubicación geográfica y a las condiciones del hábitat, que incluyen zonas intermareales, manglares y playas arenosas. Las tortugas golfinas que anidan en la playa dependen de la temperatura de la arena para determinar el sexo de sus crías, lo que hace que las condiciones climáticas de la zona sean de vital importancia.

## Uso y Beneficios
El ecoturismo es una de las principales fuentes de ingresos para las comunidades cercanas a Playa La Escobilla. Las actividades ecoturísticas, como la observación de tortugas y las caminatas guiadas por las dunas, proporcionan una fuente de ingresos para la población local, al tiempo que sensibilizan a los visitantes sobre la importancia de la conservación.

### Ecoturismo
El ecoturismo en Playa La Escobilla es un modelo de turismo sostenible que promueve la conservación del medio ambiente mientras se generan beneficios económicos para la región. Sin embargo, es fundamental que este turismo se maneje de manera responsable, para evitar impactos negativos sobre el ecosistema.

## Fenómeno de las Arribadas
Las arribadas son eventos masivos en los que las tortugas hembras emergen del mar para anidar. Este fenómeno ocurre principalmente entre agosto y enero, con picos en septiembre y noviembre. En la temporada 2024, se registró la llegada de más de 625,000 tortugas golfinas, lo que representó uno de los mayores arribos registrados en años recientes.
Las hembras desovan en la arena, formando nidos que contienen entre 100 y 120 huevos. Una vez que los huevos son depositados, las hembras regresan al mar, dejando atrás sus nidos, que son monitoreados por grupos de conservación.

## Conservación y Manejo
El manejo y conservación de la playa están a cargo de la Comisión Nacional de Áreas Naturales Protegidas (CONANP), en colaboración con organizaciones no gubernamentales como Tartarukus y el Centro Mexicano de la Tortuga. Se implementan monitoreos nocturnos durante las arribadas para proteger los nidos de depredadores naturales como escorpiones y aves, así como para evitar el saqueo por parte de humanos. Además, se realizan liberaciones controladas de crías al mar, ayudando a garantizar que un mayor número de jóvenes logren sobrevivir.

## Participación Comunitaria
La participación de las comunidades locales es fundamental para la conservación del Santuario Playa La Escobilla. Los habitantes de las poblaciones cercanas participan activamente en el monitoreo de los nidos y en la protección de las tortugas. Además, el ecoturismo ha permitido generar ingresos para las comunidades, lo que promueve una relación sostenible con los recursos naturales.

## Investigación Científica
Diversos estudios científicos se realizan anualmente para monitorear el comportamiento de las tortugas y las condiciones del ecosistema en la playa. Estos estudios incluyen investigaciones sobre las tasas de eclosión, el impacto de la contaminación y las prácticas de manejo más eficaces. La información generada es crucial para ajustar las estrategias de conservación y mejorar la protección de la tortuga golfina.